# Rödbrynad pardalot
Rödbrynad pardalot (Pardalotus rubricatus) är en fågel i familjen pardaloter inom ordningen tättingar.

## Utseende och läte
Rödbrynad pardalot är en mycket liten tätting med knubbig kropp och kort, tjock näbb. Den är musgråbrun ovan och gräddfärgad under, med vitfläckad svart hjässa, gulaktigt ögonbrynsstreck, en röd fläck ovan näbben och ljust öga. Det tydliga gula vingbandet är unikt bland pardaloter. Liknande strimpardaloten har streckad hjässa och gul fläck bakom ögat. Lätet är en mörk ton följt av fem snabba ljusa. 

## Utbredning och systematik
Rödbrynad pardalot delas in i två underarter:
- P. r. yorki – förekommer på Kap Yorkhalvön (Queensland)
- P. r. rubricatus – förekommer i norra och centrala Australien och kusttrakter i västra Australien

## Status
Arten har ett stort utbredningsområde och beståndet anses stabilt. Internationella naturvårdsunionen IUCN listar den därför som livskraftig (LC).

## Namn
Det svenska trivialnamnet pardalot kommer via engelskan och det latinska släktesnamnet Pardalotus från franskans pardalote, i sin tur från grekiskans παρδαλωτος, pardalōtos och betyder "fläckig som en leopard".